# زباد مالابار
زباد مالاباری (نام علمی: Viverra civettina) نام یک گونه از سرده زبادگون‌ها است.